# 동천역 (철산)
동천역(東川驛)은 조선민주주의인민공화국 평안북도 철산군에 위치한 철산선의 철도역이다.